# Segunda República húngara
La Segunda República húngara (en húngaro: Második magyar köztársaság) oficialmente la República Húngara (en húngaro: Magyar Köztársaság) fue un estado de corta duración que se implantó en Hungría tras la Segunda Guerra Mundial y después de producirse la abolición de la monarquía. Legalmente, el país estaba regido por un régimen de tipo republicano y parlamentario. En 1949 fue sustituida por la nueva República Popular Húngara, un estado de corte socialista.

## Historia

### Antecedentes
Entre septiembre de 1944 el Ejército rojo invadió Hungría, entonces bajo el régimen de Horty. A pesar del último contraataque alemán, a finales de marzo de 1945 las tropas de la Wehrmacht fueron expulsadas y el país quedó bajo control soviético. Se formó un gobierno de coalición entre comunistas, socialistas y los agrarios del Partido de los Pequeños Propietarios (Független Kisgazdapárt, FKgP) bajo la presidencia del general Béla Miklós. El nuevo gabinete prosoviético emprendió una serie de reformas, tales como la reforma del suelo, de la propiedad, disolución de la Gendarmería húngara, etc. En los primeros meses de la posguerra, no menos de 6.200 condenas por asesinato fueron dictadas contra miembros de la Cruz Flechada.

### Gobierno de coalición
Sin embargo, no existía en el país una base social suficiente para apoyar las políticas prosoviéticas, lo cual se manifestó en las elecciones de octubre de 1945: el Partido Comunista Húngaro obtuvo un 17% frente al 17,4% de los socialistas y el 57% obtenido por el Partido de los Pequeños Propietarios de Ferenc Nagy. El líder del partido fue aceptado por los soviéticos como primer ministro húngaro en un nuevo gobierno de coalición, si bien estuvo sometido a una gran presión por los comunistas. En enero de 1947 algunos destacados miembros del FKgP fueron acusados de haber conspirado para dar un golpe de Estado, lo que supuso la caída en desgracia de los ministros agraristas y un mayor control por parte de los comunistas.
El anuncio del Plan Marshall fue recibido muy positivamente en Hungría, lo que aumentó aún más los temores de los soviéticos y la voluntad de estos por establecer un régimen claramente situado en el área de influencia de Moscú. Todo esto se producía en el contexto de la incipiente Guerra fría, con las fuertes tensiones americano-soviéticas como telón de fondo. Fue en parte por esto que a comienzos de 1947 los dirigentes soviéticos presionaron al líder comunista Mátyás Rákosi a tomar una "línea de lucha de clases más pronunciada".
Hasta 1948 prevaleció en Hungría una democracia peculiar y limitada, pero a partir de ese año los comunistas comenzaron a ganar cada vez mayor peso e influencia en el país. Los dirigentes del Partido de los Pequeños Propietarios fueron finalmente apartados del poder o alejados al exilio (como fue el caso de Ferenc Nagy y también de Zoltan Pfeiffer). El siguiente paso tuvo lugar el 4 de julio de 1948 con la unificación de los socialistas y los comunistas húngaros en el nuevo Partido de los Trabajadores Húngaros bajo el control de Rákosi. Este proceso, que había sido auspiciado desde Moscú y que se reprodujo en otros estados de la Europa oriental, supuso la sumisión de los movimientos obrero y socialdemócrata al poder comunista.
A iniciativa soviética se estableció una nueva agencia de seguridad, la Államvédelmi Hatóság (ÁVH), con carácter de policía secreta. El ministro comunista László Rajk, que había sido el fundador de la ÁVH, paradójicamente se convirtió en una de sus primeras víctimas cuando comenzó la represión contra los sectores titistas húngaros. Las autoridades húngaras también emprendieron la expulsión sistemática de las comunidades alemanas de Hungría, en un proceso similar a lo ocurrido en Checoslovaquia con la comunidad alemana de los Sudetes.

### Disolución formal
El 15 de mayo de 1949 tuvieron lugar elecciones parlamentarias, que fueron ganadas por la coalición de partidos liderada por el Partido de los Trabajadores Húngaros. Para entonces, cualquier oposición organizada contra los comunistas había sido destruida, y los comunistas abandonaron toda pretensión de mantener una democracia liberal. El 19 de agosto de ese mismo año, bajo el liderazgo de dicha coalición, el país adoptó una nueva constitución de corte socialista, que la convirtió en una democracia popular bajo influencia de Moscú, transformándose entonces en la República Popular Húngara (en húngaro: Magyar Népköztársaság).

## Economía

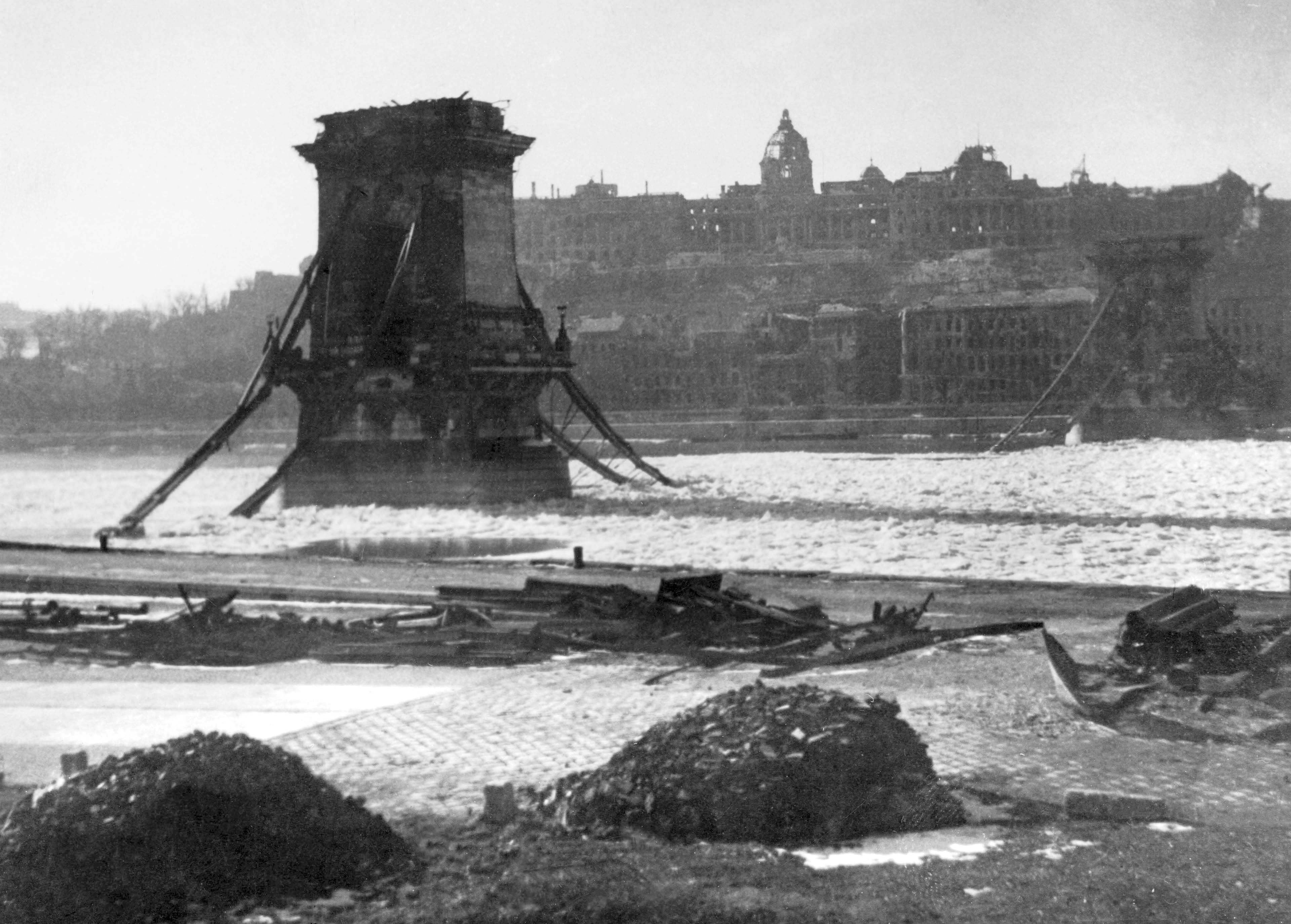
El Castillo de Buda y el Puente de las Cadenas semidestruidos, en 1946. Budapest resultó muy dañada durante la contienda y tuvo que ser reconstruida.

Después de la Segunda Guerra Mundial, los antiguos estados de la Europa oriental que habían sido aliados de Hitler (y que ahora se hallaban bajo influencia soviética) fueron forzados a colaborar en la reconstrucción de la Unión Soviética. Este proceso se llevó a cabo en parte a través de las denominadas sociedades mixtas, con una participación soviética del 50%, o bien mediante el suministro de maquinaria especializada, equipos ópticos o materias primas como el azúcar, productos alimenticios, petróleo, etc.
Al igual que ocurrió durante 1946 en la Zona de ocupación soviética en Alemania, en Hungría las empresas más importantes para la economía de la URSS fueron reconvertidas en Sociedades anónimas soviéticas.
Las medidas económicas de los gabinetes húngaros incluyeron una reforma agraria y la expropiación de tierras de los llamados "traidores" y "criminales de guerra" en época de guerra, pero sobre todo llevaron a una creciente sovietización de la economía del país y una pérdida de influencia de los mercados comerciales occidentales en favor de la URSS.